# Moggio
Moggio (lombardul: Mògg, Mòsg vagy Mòsc) település Olaszországban, Lombardia régióban, Lecco megyében. Lakosainak száma 487 fő (2023. január 1.). Moggio Barzio, Cassina Valsassina, Morterone és Vedeseta községekkel határos.

## Népesség
A település lakossága az elmúlt években az alábbi módon változott:
| Lakosok száma | 482  | 491  | 487  |
|               | 2017 | 2018 | 2023 |

## Testvérvárosok
- Moggio Udinese, Olaszország